# Păstrăveni
Păstrăveni – wieś w Rumunii, w okręgu Neamț, w gminie Păstrăveni. W 2011 roku liczyła 1714 mieszkańców.